# Amplicincia mixta
Amplicincia mixta là một loài bướm đêm thuộc phân họ Arctiinae, họ Erebidae.